# Россия на «Детском Евровидении — 2011»
Россия участвовала в 2011 году на конкурсе  «Детское Евровидение 2011» в 7-й раз- во второй раз страну представила Екатерина Рябова с песней «Как Ромео и Джульетта». Набрав 99 баллов, она заняла 4 место.

## Исполнитель
Екатерина Рябова родилась 4 августа 1997 года в городе Щёлково, сейчас живёт в городе Юбилейный Московской области. 
Стала стипендиатом Губернаторской премии, получила диплом вторых всемирных Дельфийских игр за музыкальность и артистизм, является лауреатом международного фестиваля «Роза Ветров 2007» и конкурса патриотической песни «С чего начинается Родина».

## Перед Детским Евровидением

### Национальный отбор
Финал национального отбора прошёл 29 мая 2011 года в Зале «Академический». Ведущими отбора стали Оксана Фёдорова и Оскар Кучера.
Победу в национальном отборе вновь одержала Екатерина Рябова песней «Как Ромео и Джульетта». До 2021 года это был единственный случай, когда один и тот же артист представил свою страну на Детском Евровидении дважды.

## На Детском Евровидении
Телеканал Россия показал финал конкурса в прямом эфире из столицы Армении города Ереван. Комментатором была Ольга Шелест, а результаты голосования от России объявлял Валентин Садики.
Екатерина выступила под 1-м номером перед Латвией. Она заняла 4-е место с 99 баллами, как и представительница от Беларуси, которая, по правилам конкурса, заняла 3-е место.

## Голосование
| Голоса за российского исполнителя | Голоса за российского исполнителя |
| --------------------------------- | --------------------------------- |
| Оценка                            | Страны                            |
| 12                                | Европейский Вещательный Союз      |
| 12                                | Швеция, Болгария                  |
| 10                                | Армения, Бельгия, Латвия, Литва   |
| 8                                 | Украина                           |
| 7                                 | Беларусь, Нидерланды              |
| 6                                 |                                   |
| 5                                 |                                   |
| 4                                 |                                   |
| 3                                 |                                   |
| 2                                 |                                   |
| 1                                 | Грузия                            |

| Голоса российских телезрителей | Голоса российских телезрителей |
| ------------------------------ | ------------------------------ |
| Оценка                         | Страна                         |
| 12                             | Беларусь                       |
| 10                             | Грузия                         |
| 8                              | Армения                        |
| 7                              | Нидерланды                     |
| 6                              | Молдова                        |
| 5                              | Украина                        |
| 4                              | Швеция                         |
| 3                              | Бельгия                        |
| 2                              | Болгария                       |
| 1                              | Македония                      |